# Survivor Series (2018)
Survivor Series (2018) est un Premium Live Event de catch (lutte professionnelle) produit par la World Wrestling Entertainment, une fédération de catch américaine qui est télédiffusée et visible en paiement à la séance sur le WWE Network, ainsi que sur la chaîne de télévision française AB1 et belge ABXplore. L'événement a eu lieu le 18 novembre 2018 au Staples Center à Los Angeles, en Californie. Il s'agit de la 32e édition des Survivor Series qui fait partie avec le Royal Rumble, WrestleMania, SummerSlam et Money in the Bank du « The Big Five » à savoir « les Cinq Grands ».

## Contexte
Les spectacles de la World Wrestling Entertainment (WWE) sont constitués de matchs aux résultats prédéterminés par les scénaristes de la WWE. Ces rencontres sont justifiées par des storylines – une rivalité avec un catcheur, la plupart du temps – ou par des qualifications survenues dans les shows de la WWE telles que Raw, SmackDown et NXT. Tous les catcheurs possèdent une gimmick, c'est-à-dire qu'ils incarnent un personnage gentil (Face) ou méchant (Heel), qui évolue au fil des rencontres. Un événement comme Survivor Series est donc un événement tournant pour les différentes storylines en cours,.

## Tableau des matchs
| Ordre par numéros | Résultat | Stipulation(s)                                                        | Temps |
| --- | --- | --------------------------------------------------------------------- | ----- |
| 1P | Team SmackDown (The Usos (Jimmy et Jey Uso), The New Day (Big E, Kofi Kingston et/ou Xavier Woods), The Club (Luke Gallows et Karl Anderson), SAnitY (Eric Young, Alexander Wolfe et/ou Killian Dain) et The Colóns (Primo et Epico)) bat Team Raw (Bobby Roode et Chad Gable, The Revival (Dash Wilder et Scott Dawson), The B-Team (Curtis Axel et Bo Dallas), Lucha House Party (Gran Metalik, Kalisto et/ou Lince Dorado) et The Ascension (Konnor et Viktor)) | Men's 10-on-10 Traditional Survivor Series Elimination Tag Team match | 22:20 |
| 2 | Team Raw (Bayley, Sasha Banks, Mickie James, Nia Jax et Tamina) (avec Alexa Bliss) bat Team SmackDown (Naomi, Asuka, Carmella, Mandy Rose et Sonya Deville) | Women's 5-on-5 Traditional Survivor Series Elimination Tag Team match | 18:50 |
| 3 | Seth Rollins (Raw's Intercontinental Champion) bat Shinsuke Nakamura (SmackDown's United States Champion) | Champion vs. Champion match                                           | 21:50 |
| 4 | AOP (Akam et Rezar) (Raw Tag Team Champions) (avec Drake Maverick) battent The Bar (Cesaro et Sheamus) (SmackDown Tag Team Champions) (avec Big Show) | Champions vs. Champions Tag Team match                                | 9:00  |
| 5 | Buddy Murphy (c) bat Mustafa Ali | Match simple pour le WWE Cruiserweight Championship                   | 12:20 |
| 6 | Team Raw (Braun Strowman, Finn Bálor, Bobby Lashley, Dolph Ziggler et Drew McIntyre) (avec Baron Corbin et Lio Rush) bat Team SmackDown (Shane McMahon, The Miz, Jeff Hardy, Rey Mysterio et Samoa Joe) | Men's 5-on-5 Traditional Survivor Series Elimination Tag Team match   | 24:00 |
| 7 | Ronda Rousey (Raw Women's Champion) bat Charlotte Flair par disqualification | Match simple                                                          | 14:40 |
| 8 | Brock Lesnar (Raw's Universal Champion) (avec Paul Heyman) bat Daniel Bryan (SmackDown's WWE Champion) | Champion vs. Champion match                                           | 18:50 |
| La lettre C placée entre parenthèses désigne la personne ou l’équipe championne en titre. P – indique que le match a eu lieu lors du pré-show | |                                                                       |       |

## Détails des éliminations

### 10 on 10 Match par équipes
| Élimination # | Équipe                         | Team                           | Éliminé par                    | Manière                        | Temps                          |
| ------------- | ------------------------------ | ------------------------------ | ------------------------------ | ------------------------------ | ------------------------------ |
| 1             | The Colóns                     | Team Smackdown Live            | Dash Wilder                    | Small Package                  | 3:10                           |
| 2             | The B-Team                     | Team RAW                       | Karl Anderson                  | Small Package                  | 5:00                           |
| 3             | SAnitY                         | Team Smackdown Live            | Bobby Roode                    | Small Package                  | 6:30                           |
| 4             | The Ascension                  | Team RAW                       | Big E                          | Small Package                  | 8:50                           |
| 5             | The Club                       | Team Smackdown Live            | Gran Metalik                   | Small Package                  | 10:40                          |
| 6             | Lucha House Party              | Team RAW                       | Jey Uso                        | Small Package                  | 11:55                          |
| 7             | Bobby Roode et Chad Gable      | Team RAW                       | Big E                          | Small Package                  | 18:30                          |
| 8             | The New Day                    | Team Smackdown Live            | Dash Wilder                    | Small Package                  | 19:50                          |
| 9             | The Revival                    | Team RAW                       | Jimmy Uso                      | Small Package                  | 22:20                          |
| Survivants :  | The Usos (Team Smackdown Live) | The Usos (Team Smackdown Live) | The Usos (Team Smackdown Live) | The Usos (Team Smackdown Live) | The Usos (Team Smackdown Live) |

### 5 on 5 Match Féminin
| Élimination # | Équipe             | Team                | Éliminée par       | Manière                | Temps              |
| ------------- | ------------------ | ------------------- | ------------------ | ---------------------- | ------------------ |
| 1             | Naomi              | Team Smackdown Live | Tamina             | Small Package          | 1:20               |
| 2             | Tamina             | Team RAW            | Carmella           | Small Package          | 1:30               |
| 3             | Mickie James       | Team RAW            | Mandy Rose         | Small Package          | 6:50               |
| 4             | Carmella           | Team Smackdown Live | Bayley             | Small Package          | 8:20               |
| 5             | Mandy Rose         | Team Smackdown Live | Sasha Banks        | Bank Statement         | 9:55               |
| 6             | Bayley             | Team RAW            | N/A                | Décompte à l'extérieur | 14:45              |
| 7             | Sonya Deville      | Team Smackdown Live | N/A                | Décompte à l'extérieur | 14:45              |
| 8             | Sasha Banks        | Team RAW            | Asuka              | Asuka Lock             | 18:10              |
| 9             | Asuka              | Team Smackdown Live | Nia Jax            | Small Package          | 18:50              |
| Survivante :  | Nia Jax (Team RAW) | Nia Jax (Team RAW)  | Nia Jax (Team RAW) | Nia Jax (Team RAW)     | Nia Jax (Team RAW) |

### 5 on 5 match masculin
| Élimination  | Catcheur                                                  | Équipe                                                    | Éliminé par                                               | Manière                                                   | Temps                                                     |
| ------------ | --------------------------------------------------------- | --------------------------------------------------------- | --------------------------------------------------------- | --------------------------------------------------------- | --------------------------------------------------------- |
| 1            | Samoa Joe                                                 | Team Smackdown                                            | Drew McIntyre                                             | Small Package                                             | 0:35                                                      |
| 2            | Finn Bálor                                                | Team RAW                                                  | Rey Mysterio                                              | Small Package                                             | 12:10                                                     |
| 3            | Dolph Ziggler                                             | Team RAW                                                  | Shane McMahon                                             | Small Package                                             | 18:10                                                     |
| 4            | Jeff Hardy                                                | Team Smackdown                                            | Braun Strowman                                            | Small Package                                             | 20:45                                                     |
| 5            | Rey Mysterio                                              | Team Smackdown                                            | Braun Strowman                                            | Small Package                                             | 21:10                                                     |
| 6            | The Miz                                                   | Team Smackdown                                            | Braun Strowman                                            | Small Package                                             | 22:25                                                     |
| 7            | Shane McMahon                                             | Team Smackdown                                            | Braun Strowman                                            | Small Package                                             | 24:00                                                     |
| Survivants : | Braun Strowman, Drew McIntyre et Bobby Lashley (Team RAW) | Braun Strowman, Drew McIntyre et Bobby Lashley (Team RAW) | Braun Strowman, Drew McIntyre et Bobby Lashley (Team RAW) | Braun Strowman, Drew McIntyre et Bobby Lashley (Team RAW) | Braun Strowman, Drew McIntyre et Bobby Lashley (Team RAW) |